# Agabus bergi
Agabus bergi är en skalbaggsart som beskrevs av Zaitzev 1913. Agabus bergi ingår i släktet Agabus och familjen dykare. Inga underarter finns listade i Catalogue of Life.